# Henrik af Schwerin
Henrik I., greve af Schwerin (ty. Heinrich) (født ca. 1155, død 17. februar 1228), også kaldet Henrik den Sorte, var greve af Schwerin. Han var gift med Margaretha af Sławno (Polen), med hvem han fik to børn: Gunzel (III) og Helmhold. Henrik fik en væsentlig indflydelse på afslutningen af det danske overherredømme ved Tysklands østersøkyst.

## Striden med Valdemar Sejr
Henrik af Schwerin var den fjerde søn af Gunzelin af Hagen, der af Henrik Løve var blevet forlenet med grevskabet Schwerin. Efter Gunzelins død i 1185, overtog den ældste bror Helmold I i første omgang herredømmet. Da denne trak sig tilbage i 1194, overtog den tredje bror Gunzelin II sammen med Henrik ledelsen af grevskabet. Efter at Henrik Løve var blevet afsat, opnåede Danmark overherredømme over Nordtyskland og Østersøens kyst. Den danske konge var opsat på at udvide sit indflydelsesområde, og i 1208 greb han ind i stridighederne mellem greven og hans lensmænd ved at fordrive begge greverne fra deres besiddelser. Først i 1214, da de havde aflagt lensed til Valdemar Sejr, kunne de få lov at vende tilbage. Samtidig var deres søster, Oda, blevet gift med grev Niels I af Halland, Valdemars uægteskabelige søn, medbringende halvdelen af grevskabet som pant på medgiften. 
I 1221, mens Henrik deltog i det 7. korstog, døde hans bror, Gunzelin II og hans svoger Niels af Halland. Valdemar Sejr påtog sig værgemålet for sin mindreårige sønnesøn, Niels af Halland-Schwerin, og udnævnte sin nevø, Albert af Orlamünde, til statholder. På den måde kunne han sætte sig i besiddelse af halvdelen af grevskabet. Henrik vendte først hjem fra korstoget det følgende år, og da forhandlinger med den danske konge ikke førte til noget, besluttede han sig til en handling, som skulle få vidtgående konsekvenser for Nordtysklands og Danmarks politiske forhold. 
Natten mellem den 6. og 7. maj 1223 bortførte han sin lensherre, kong Valdemar, og hans søn fra Lyø, hvor de overnattede uden vagt efter en jagt. Da Schwerin var under dansk kontrol, blev Valdemar og hans søn først holdt skjult i Lenzen, som ligger i Brandenburg, og kort efter i borgen Dannenberg. Efter at Schwerin var tilbageerobret i 1225, blev de begge holdt fangne på borgen i Schwerin. 
Henrik opstillede strenge betingelser for at slippe fangerne fri, og han lod sig ikke overtale af hverken danske trusler eller henvendelser fra pave Honorius III. Henrik fik støtte hos Henrik Borwin II af Mecklenburg, grev Adolf IV af Holsten og biskop Gebhard II af Bremen. Da Valdemar ikke ville acceptere Henriks betingelser, tilspidsedes situationen, og i januar 1225 kom det til slaget ved Mölln. Danskerne led nederlag, og Albert af Orlamünde blev nu ligesom sin konge Henriks fange. 
Valdemar bøjede sig til sidst for Henriks krav, og i november 1225 blev der indgået en aftale i Bardowick, som indebar løsladelse af Valdemar og hans søn mod betaling af 45.000 mark sølv, opløsning af Schwerin og Holstens lensbånd til Danmark, opgivelse af alle tyske lensområder bortset fra fyrstendømmet Rügen og fuld handelsfrihed for de tyske byer. Desuden måtte Valdemar opgive al hævn og stille tre af sine sønner som gidsler. 
Ved Valdemars fangenskab blev den danske stormagtsstilling i Østersøområdet rystet i alvorlig grad. Kampen for at vinde den tilbage kulminerede den 22. juli 1227 i slaget ved Bornhöved. Valdemar Sejr led nederlag til koalitionshæren, Otto af Braunschweig blev taget til fange og bragt til Schwerin. Derefter var Valdemar tvunget til at forny traktaten fra Bardowick, og det danske storrige i Nordtyskland brød sammen.
Henrik af Schwerin døde den 17. februar 1228 og ligger begravet i Schwerins domkirke. Først efter hans død satte hans enke, Audacia, og hans søn, Gunzelin III hertugen af Braunschweig fri, dog først efter at han havde bekræftet de aftaler, han havde truffet med Henrik. Den 3. december 1228 krævede pave Gregor IX af enken, at hun løslod de stadig tilbageholdte fyrster. Valdemar Sejr måtte betale yderligere 7.000 mark sølv for at få løsladt sine fangne sønner.